# ماریانا ناگی (ورزشکار)
ماریانا ناگی (انگلیسی: Marianna Nagy؛ ۱۳ ژانویهٔ ۱۹۲۹ – ۳ مهٔ ۲۰۱۱) اسکیت‌باز نمایشی اهل مجارستان بود.